# Asperoseius henryae
Asperoseius henryae är en spindeldjursart som beskrevs av Alex Fain och Krantz 1990. Asperoseius henryae ingår i släktet Asperoseius och familjen Phytoseiidae. Inga underarter finns listade.